# Pseudocídio
Pseudocídio, ou morte fingida, é um termo para designar um caso no qual um indivíduo deixa provas que sugerem que ele está morto com o intuito de enganar outras pessoas.
Para Bill Carter, porta-voz do FBI, o pseudocídio não é um crime nos Estados Unidos, uma vez que "ele não tem conhecimento de nenhuma lei federal que se aplique a qualquer pessoa que finja a sua própria morte."

## Na mídia
- O famoso pensador italiano Nicolau Maquiavel defendia a morte fingida como maneira de se livrar de seus inimigos.[2]
- Existem uma grande quantidade de livros que tratam do tema, e ensina ao leitor como fingir a própria morte, sendo o mais famoso deles o "How to Disappear Completely and Never Be Found" ("Como desaparecer por completo e não ser encontrado jamais").
- Novela Caminho das Índias (2009) - O personagem Raul Cadore, interpretado pro Alexandre Borges, forja sua própria morte, como parte do plano de Yvone (Letícia Sabatella) para que o amante saia do país.[3]
- Novela Império (2015) - A novela Império, da Rede Globo, também tratou do tema. Na trama, o personagem principal, o Comendador, forjou sua própria morte para não ser preso.[4]

## Casos Famosos
Jill VanderZiel, procuradora e consultora da Thomson Reuters, pesquisou o tema e descobriu 20 casos de mortes forjadas citadas na justiça americana. Entre os casos mais famosos, estão:
- John Stonehouse - John Stonehouse foi um político britânico que fingiu seu próprio "suicídio" por afogamento, por conta de dificuldades financeiras, e assim poder viver com sua amante. Foi descoberto e preso anos depois na Austrália;
- Timothy Dexter - Timothy Dexter foi um excêntrico homem de negócios norte-americano do século XVIII que forjou sua própria morte para ver qual seria a reação das pessoas. Sua esposa não derramou nenhuma lágrima sequer no seu velório e, como consequência, ele se separou dela.[5]
- John Darwin - um ex-professor e funcionário de prisões de Hartlepool, Inglaterra, fingiu sua própria morte no dia 21 de março de 2002. A farsa foi descoberta em 2006, quando uma busca no Google revelou uma foto sua, em que ele aparecia comprando uma casa no Panamá.
- Marcus Schrenker - um diretor financeiro de Fishers, Indiana, foi acusado de fraudar seus clientes, e para evitar um processo, forjou sua própria morte. Dias mais tarde, ele foi capturado.